# Eigentliche Ruderfrösche

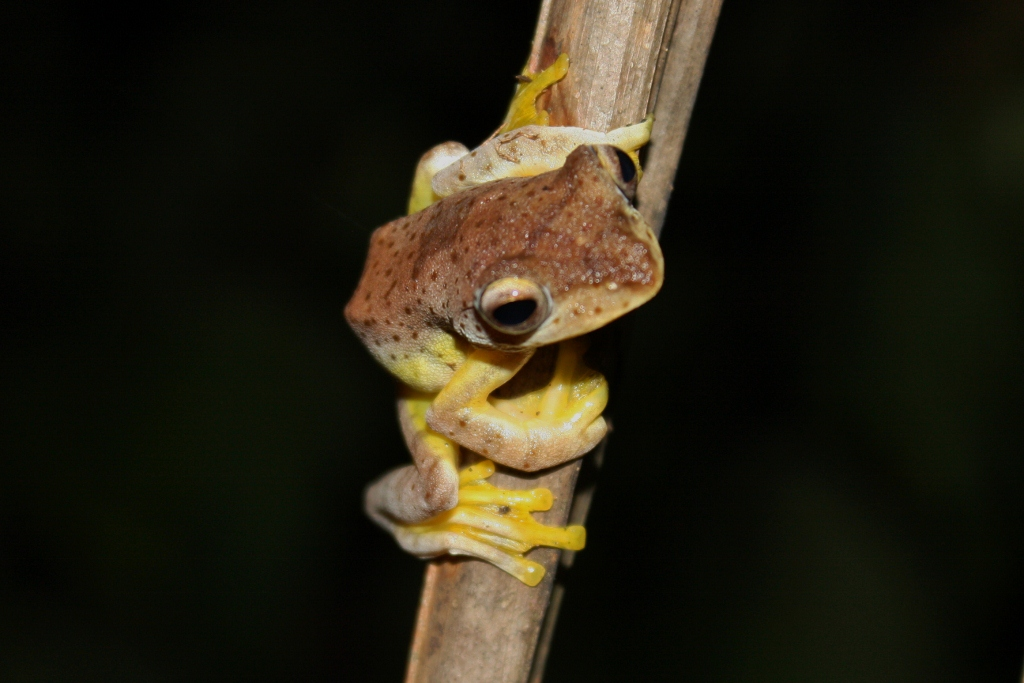
Rhacophorus pardalis, der Harlekin-Flugfrosch aus Südostasien

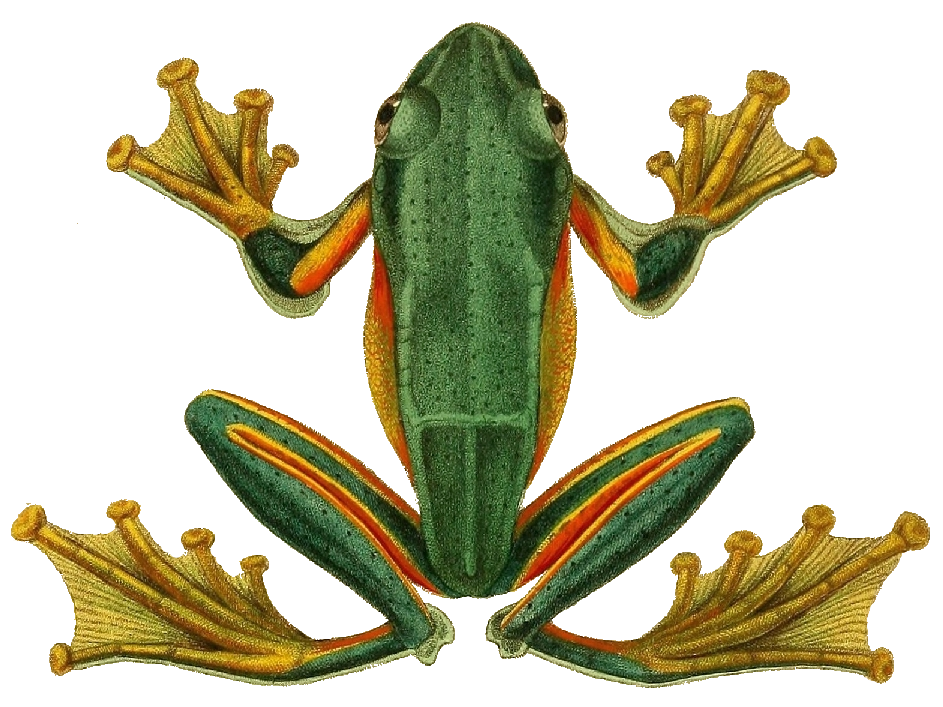
Java-Flugfrosch (Rhacophorus reinwardtii)

Die Gattung Eigentliche Ruderfrösche (Rhacophorus) gehört zur Familie der Ruderfrösche (Rhacophoridae) innerhalb der Ordnung der Froschlurche. Einige Arten, die auch als Flugfrösche bezeichnet werden (z. B. Wallace-Flugfrosch, Java-Flugfrosch), können mit Hilfe ihrer riesigen Schwimmhäute zwischen den Zehen und Fingern, die sie wie Gleitschirme nutzen, bis zu 15 Meter weit durch die Luft gleiten.

## Merkmale

### Frösche
Die Arten der Echten Ruderfrösche ähneln morphologisch denen der Gattung Polypedates, mit denen sie nahe verwandt sind.

### Larven
Die Larvenformen der Echten Ruderfrösche zeigen deutliche Unterschiede zu denen der Gattung Polypedates. Der Körper ist flach, die Larven haben eine kleine Einbuchtung auf der Schnauze, die man im Profil am besten erkennen kann, bei manchen Arten ist ein weißer Punkt an der Schnauzenspitze zu erkennen. Die Augen liegen nicht seitlich, sondern nahezu auf der Oberseite der Larven. Die Larven von Polypedates haben als Verlängerung des Schwanzes an dessen Spitze ein langes, feines „Flagellum“.

## Verbreitung
Die Arten der Gattung kommen in Asien von Indien und Sri Lanka, bis in den Osten Chinas und bis nach Japan und zu den Philippinen vor. Ein Hauptverbreitungsgebiet ist Südostasien, wo rund die Hälfte der Flugfrösche beheimatet sind.

## Lebensweise
Die Arten leben in dichten Wäldern bis in Höhen von über 2000 Metern.
Bei der Paarung der meisten Arten wird eine vom Weibchen abgesonderte Schleimmasse zu Schaum geschlagen, der dann, zwischen Blätter über einer Wasserfläche geklebt, als „Nest“ für den Laich dient. Nach dem Schlüpfen entwickeln sich die Larven der meisten Arten als Kaulquappen im Wasser weiter.

## Untergattungen
Molekulargenetische Untersuchungen haben eine teilweise schon früher verwendete Unterteilung in Untergattungen erhärtet. Die Untergattung Leptomantis umfasst Arten aus Malaysia, Indonesien und von den Philippinen. Die Untergattung Rhacophorus setzt sich aus in Indien, Südchina und Indochina vorkommenden Arten zusammen. Eine weitere Gruppe kommt in Ostasien, hauptsächlich in Teilen Chinas und Japans vor und wurde 2019 als Gattung Zhangixalus beschrieben. Die Aufteilung der monophyletischen Gattung Rhacophorus in drei vollwertige Gattungen ist umstritten.

## Arten
Im Jahr 2019 wurde die Gattung der Eigentlichen Ruderfrösche in drei Gruppen aufgeteilt. Dazu wurde neben der Gattung Rhacophorus die Gattung Leptomantis wiedererrichtet und die Gattung Zhangixalus neu beschrieben. 2021 wurde von Dubois, Ohler und Pyron die monotypische Gattung Tamixalus hinzugefügt.

### Gattung Eigentliche Ruderfrösche
Die Gattung der Eigentlichen Ruderfrösche reduzierte sich von 92 Arten, die bis 2019 in dieser Gruppe beschrieben worden waren, auf 42 Arten. Seither kamen vier neue Arten hinzu, zwei andere wurden in eigene Gattungen gestellt und eine Art wurde mit einer anderen zusammengelegt, somit waren im Jahr 2023 43 Arten in der Gattung Rhacophorus beschrieben. 2024 wurden zwei neue Arten beschrieben und Vampyrius vampyrus wurde als Rhacophorus vampyrus zurück in die Gattung Rhacophorus gestellt. Das ergibt 46 Arten: 
Stand: 5. Juli 2024
- Rhacophorus annamensis Smith, 1924
- Rhacophorus baluensis Inger, 1954
- Rhacophorus barisani Harvey, Pemberton & Smith, 2002
- Rhacophorus bengkuluensis Streicher, Hamidy, Harvey, Anders, Shaney, Kurniawan & Smith, 2014
- Rhacophorus bifasciatus Van Kampen, 1923
- Rhacophorus bipunctatus Ahl, 1927
- Rhacophorus borneensis Matsui, Shimada & Sudin, 2013
- Rhacophorus calcaneus Smith, 1924
- Rhacophorus catamitus Harvey, Pemberton & Smith, 2002
- Rhacophorus dulongensis Chen, Lee & Yuan, 2024[7]
- Rhacophorus edentulus Müller, 1894
- Rhacophorus exechopygus Inger, Orlov & Darevsky, 1999
- Rhacophorus georgii Roux, 1904
- Rhacophorus helenae Rowley, Tran, Hoang & Le, 2012
- Rhacophorus hoabinhensis Nguyen, Pham, Nguyen, Ninh & Ziegler, 2017
- Rhacophorus hoanglienensis Orlov, Lathrop, Murphy & Ho, 2001
- Rhacophorus indonesiensis Hamidy & Kurniati, 2015
- Rhacophorus kio Ohler & Delorme, 2006
- Rhacophorus laoshan Mo, Jiang, Xie, and Ohler, 2008
- Rhacophorus larissae Ostroshabov, Orlov & Nguyen, 2013
- Rhacophorus lateralis Boulenger, 1883
- Rhacophorus malabaricus Jerdon, 1870
- Rhacophorus margaritifer (Schlegel, 1837)
- Rhacophorus marmoridorsum Orlov, 2008
- Rhacophorus modestus Boulenger, 1920
- Rhacophorus monticola Boulenger, 1896
- Rhacophorus napoensis Li, Liu, Yu & Sun, 2022[8]
- Rhacophorus nigropalmatus Boulenger, 1895 – Wallace-Flugfrosch
- Rhacophorus norhayatiae Chan & Grismer, 2010
- Rhacophorus orlovi Ziegler & Köhler, 2001
- Rhacophorus pardalis Günther, 1858 – Harlekin-Flugfrosch
- Rhacophorus poecilonotus Boulenger, 1920
- Rhacophorus pseudomalabaricus Vasudevan & Dutta, 2000
- Rhacophorus qiongica Tang, Xiao, Liu, Wang, Yu & Du, 2024[9]
- Rhacophorus reinwardtii (Schlegel, 1840) – Java-Flugfrosch
- Rhacophorus rhodopus Liu & Hu, 1960
- Rhacophorus robertingeri Orlov, Poyarkov, Vassilieva, Ananjeva, Nguyen, Sang & Geissler, 2012
- Rhacophorus spelaeus Orlov, Gnophanxay, Phimminith & Phomphoumy, 2010
- Rhacophorus subansiriensis Mathew and Sen, 2009
- Rhacophorus trangdinhensis Kropachev, Evsyunin, Orlov & Nguyen, 2022
- Rhacophorus translineatus Wu, 1977
- Rhacophorus tuberculatus (Anderson, 1871)
- Rhacophorus turpes Smith, 1940
- Rhacophorus vampyrus Rowley, Le, Thi, Stuart & Hoang, 2010[10]
- Rhacophorus vanbanicus Kropachev, Orlov, Ninh & Nguyen, 2019
- Rhacophorus viridimaculatus Ostroshabov, Orlov & Nguyen, 2013

Rhacophorus calcadensis Ahl, 1927 wurde 2021 als Tamixalus calcadensis als einzige Art in die neu errichtete Gattung Tamixalus gestellt. Im Jahr 2021 wurde neben der Gattung Tamixalus von Dubois, Ohler & Pyron auch die Gattung Vampyrius Dubois, Ohler & Pyron, 2021 neu errichtet mit der einzigen Art: Vampyrius vampyrus (Rowley, Le, Thi, Stuart & Hoang, 2010). Diese taxonomische Änderung wurde 2024 wieder rückgängig gemacht.
Rhacophorus verrucopus Huang, 1983 wurde 2023 mit Rhacophorus tuberculatus (Anderson, 1871) synonymisiert.

### GattungLeptomantis
Die wiedererrichtete Gattung Leptomantis Peters, 1867 umfasste seit 2019 14 Arten, Leptomantis orlovi  (Ziegler & Köhler, 2001) wurde in die Gattung Rhacophorus gestellt, dadurch blieben 13 Arten in der Gattung.
Stand: 5. Juli 2024
- Leptomantis angulirostris (Ahl, 1927)
- Leptomantis belalongensis (Dehling & Grafe, 2008)
- Leptomantis bimaculatus Peters, 1867
- Leptomantis cyanopunctatus (Manthey and Steiof, 1998)
- Leptomantis fasciatus (Boulenger, 1895)
- Leptomantis gadingensis (Das and Haas, 2005)
- Leptomantis gauni (Inger, 1966)
- Leptomantis harrissoni (Inger and Haile, 1959)
- Leptomantis malkmusi (Dehling, 2015)
- Leptomantis penanorum (Dehling, 2008)
- Leptomantis pseudacutirostris (Dehling, 2011)
- Leptomantis robinsonii (Boulenger, 1903)
- Leptomantis rufipes (Inger, 1966)

### GattungTamixalus
Im Jahr 2021 wurde die Gattung Tamixalus Dubois, Ohler & Pyron, 2021 neu errichtet. Sie ist monotypisch mit der Art:
- Tamixalus calcadensis (Ahl 1927)

### GattungZhangixalus
Die neu errichtete Gattung Zhangixalus umfasste bei ihrer Ausgliederung aus den Eigentlichen Ruderfröschen im Jahr 2019 38 Arten, im Jahr 2020 sind zwei Arten hinzugekommen, nämlich Zhangixalus jodiae Nguyen, Ninh, Orlov, Nguyen & Ziegler, 2020  und Zhangixalus franki Ninh, Nguyen, Orlov, Nguyen & Ziegler, 2020. Im Jahr 2023 wurde mit Zhangixalus melanoleucus Brakels, Nguyen, Pawangkhanant, Idiiatullina, Lorphengsy, Suwannapoom & Poyarkov, 2023 eine weitere Art erstbeschrieben. Im Jahr 2024 kamen mit Zhangixalus thaoae Nguyen, Nguyen, Ninh, Le, Bui, Orlov, Hoang & Ziegler, 2024 und Zhangixalus yunnanensis Pan, Hou, Yu & Liu, 2024 zwei neue Arten hinzu, das sind insgesamt 43 Arten.